# Ferdinand Folef d'Aulnis de Bourouill (1850-1925)

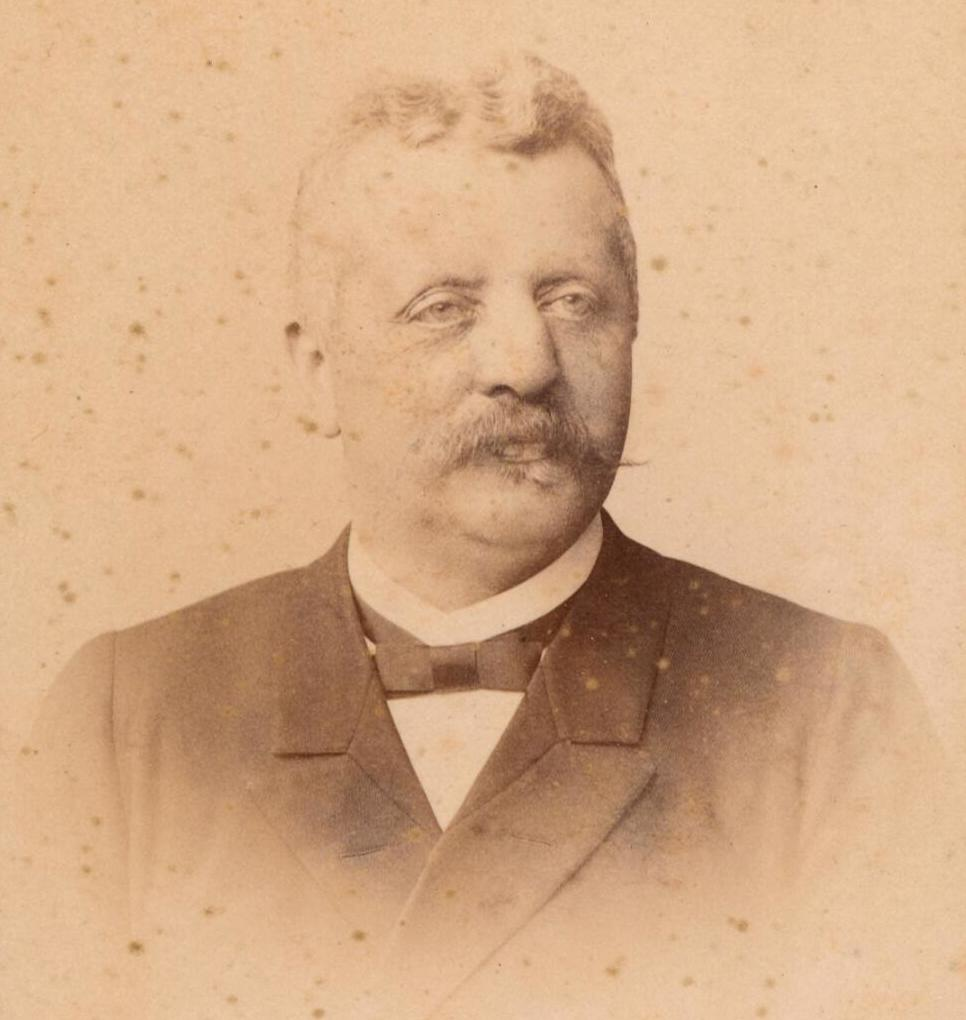
Ferdinand Folef d'Aulnis de Bourouill (ca. 1895)

Ferdinand Folef baron d'Aulnis de Bourouill (Groningen, 9 april 1850 - Velp, 22 december 1925) was een Nederlandse burgemeester.

## Biografie
D'Aulnis was lid van de familie D'Aulnis de Bourouill. Hij was een zoon van burgemeester mr. Jan Carel Ferdinand baron d'Aulnis de Bourouill (1811-1883) en jkvr. Catharina Johanna Quintus (1818-1857). 
In 1886 werd D'Aulnis burgemeester van Vuren en even later ook gemeentesecretaris. In 1891 werd hij burgemeester van Heerde. Hij trouwde op 3 april 1886 te Arnhem met Susanna Christina Hiddingh (1859-1936) met wie hij twee zonen kreeg, van wie de jongste de vader was van Adrienne d'Aulnis de Bourouill (1920-1996). Op 20 oktober 1897 werd hij burgemeester van Baarn. 
 Hoewel D'Aulnis in Velp overleed, werd hij in Baarn begraven. In Baarn werd een straat naar hem vernoemd.